# Torfbahnhof Grassau-Rottau

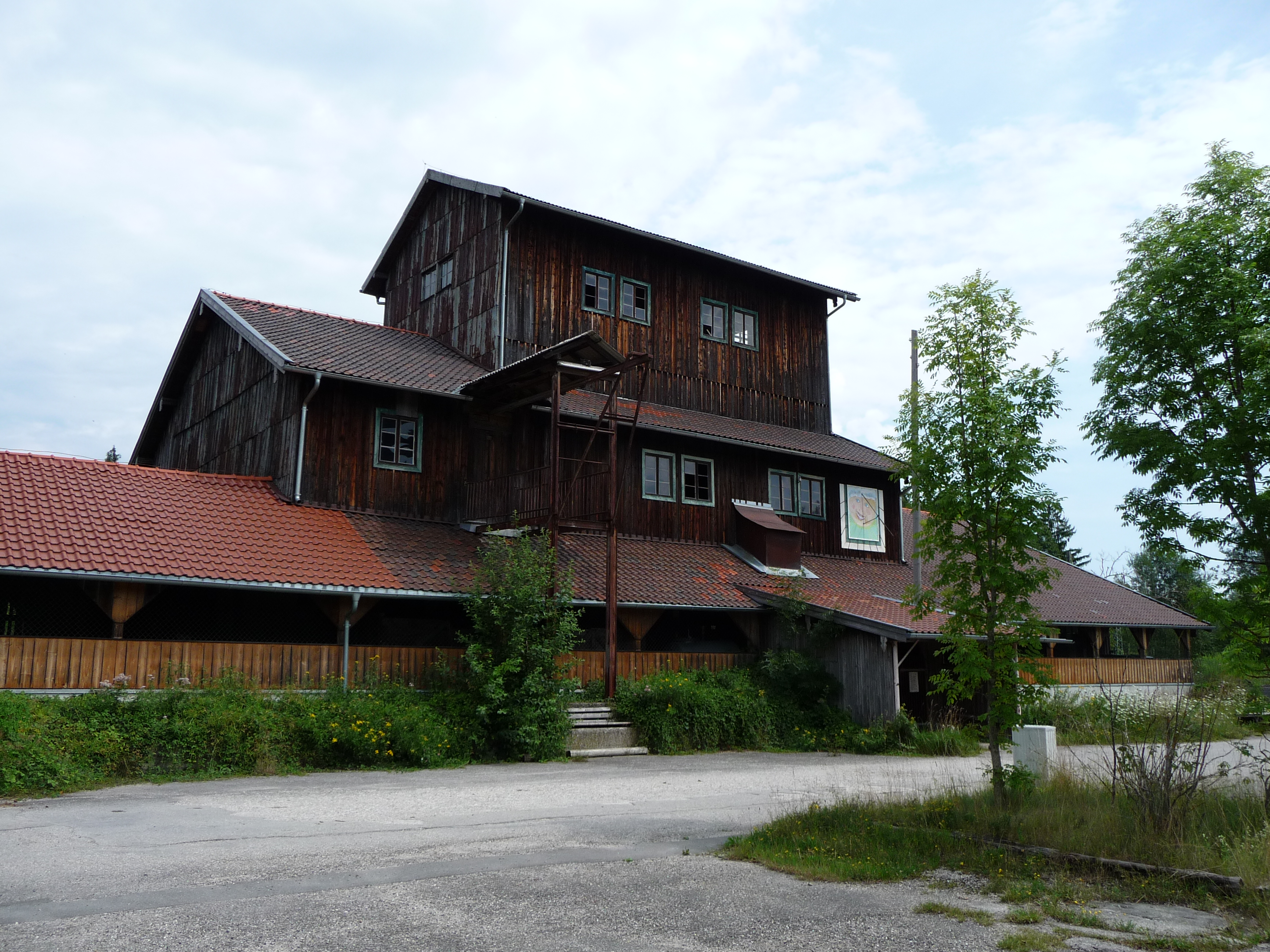
Torfbahnhof in Wessen

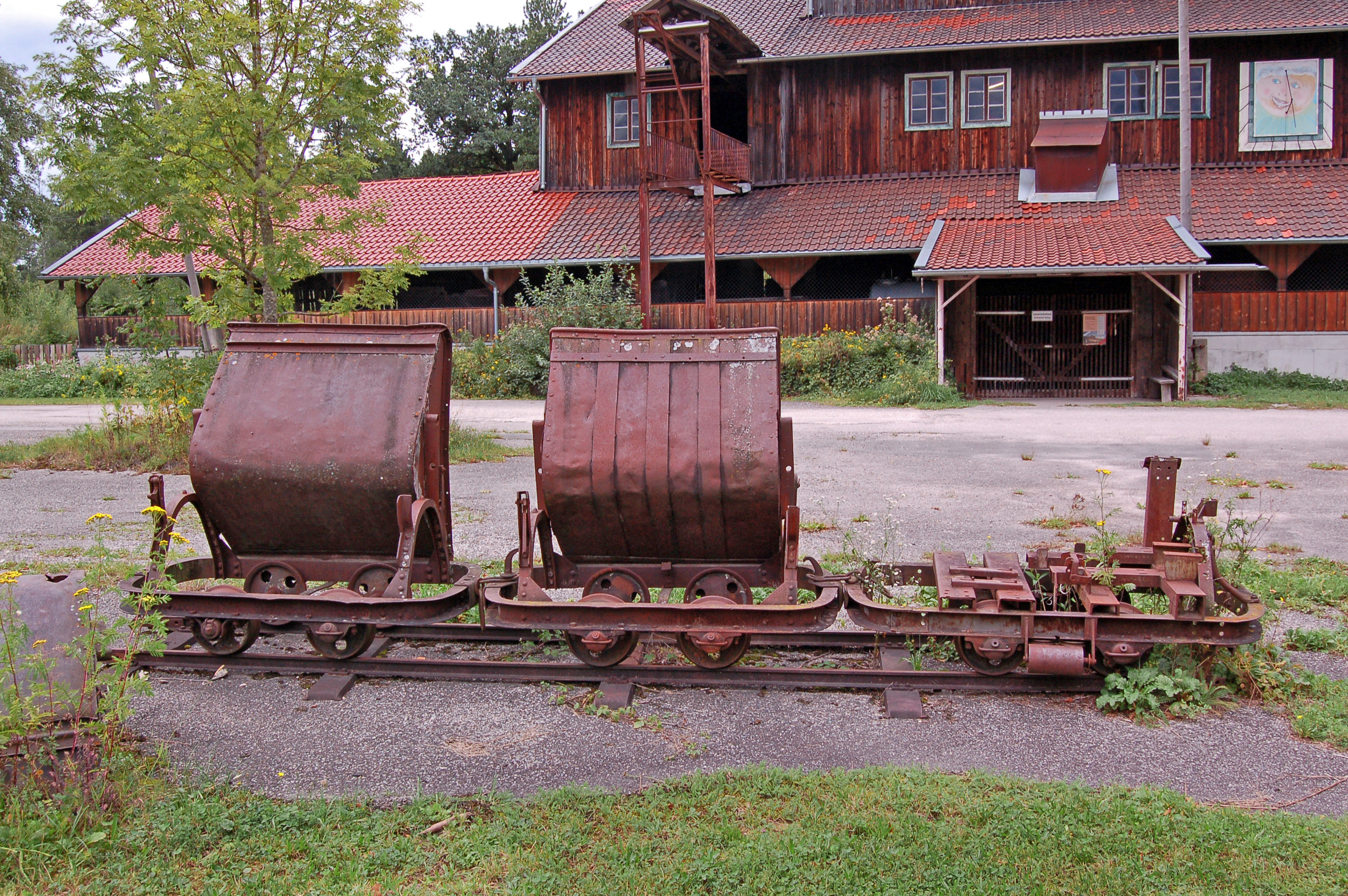
Gleisanlagen der Feldbahn

Der Torfbahnhof Grassau-Rottau ist eine ehemalige Betriebsstelle an der Bahnstrecke Rosenheim–Salzburg. Er befindet sich in Wessen, einem Gemeindeteil von Übersee im oberbayerischen Landkreis Traunstein, nördlich des Grassauer Ortsteils Rottau. Der Bahnhof wurde 1920 durch die Justizvollzugsanstalt Bernau als Torfverarbeitungs- und Verladestation am nördlichen Rand der Kendlmühlfilzen errichtet.
Das mehrgeschossige Hauptgebäude ist ein in der Höhe gestaffelter verschalter Holzständerbau mit Förder- und Verladeeinrichtungen.
Dazu gehören Büro- und Lagergebäude, Wagen- und Gerätehallen sowie das ehemalige Torfmeister- und Werkstattgebäude, in dem sich heute das Bayerische Moor- und Torfmuseum befindet. Die Anlagen des Torfbahnhofs stehen unter Denkmalschutz.
Es sind 880-mm-Gleisanlagen der Feldbahn und Zuggarnituren zum Material- und Personentransport erhalten.

## Geschichte
Die Torfverladestelle bei Bahnkilometer 33,8 wurde 1920 in kurzer Zeit errichtet. Das dafür erforderliche Gelände wurde von drei ortsansässigen Landwirten und einem Münchner Grundeigentümer für Einheitspreise von 30–50 Mark/Dezimal (0,88–1,47 M/m²) an die Oberbahnverwaltung abgetreten. Die Firma Müller und Sohn lieferte 1920 eine Bodenwaage mit einer Wiegefähigkeit von 30 t im Bereich des Normalspurgleises.

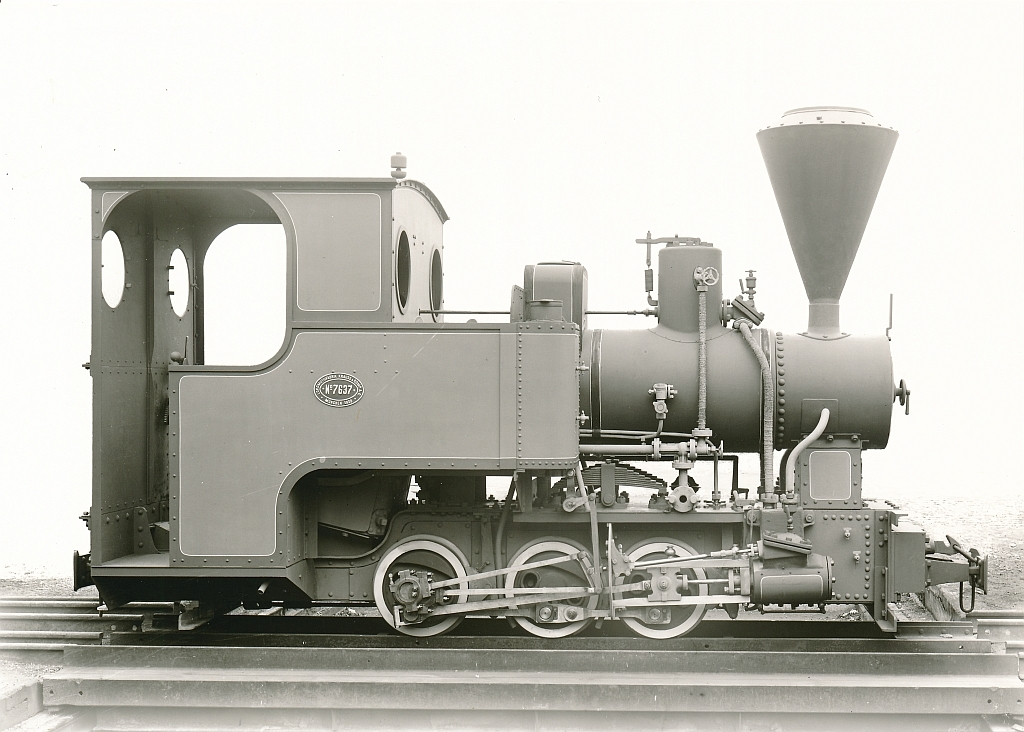
3/3-gekuppelte Krauss-Schmalspur-Dampflokomotive (Werks-Nr. 7637/1920) für die Technische Abteilung für Torfwirtschaft München

Die Lokomotivfabrik Krauss & Comp. lieferte 1920 zwei 3/3-gekuppelte Schmalspur-Dampflokomotiven mit den Werks-Nummern 7637 und 7638 sowie mindestens eine kleinere 2/2-gekuppelte Lokomotive mit der Werks-Nummer 7640 an die Technische Abteilung für Torfwirtschaft München. Diese hatten eine Spurweite von 600 mm und eine Leistung von jeweils 25–30 PS bzw. 20 PS.
Die Landestorfwerke GmbH nahm die Privatladestelle Rottau am 1. Dezember 1920 in Betrieb.
Die 600-mm-Feldbahnstrecke in Richtung Funkturm wurde inzwischen abgebaut. Die 1920 von Krauss an die Technische Abteilung für Torfwirtschaft gelieferte zweiachsige Dampflokomotive (Werks-Nr. 7640), die zu den kleinsten von Krauss hergestellten Dampflokomotiven gehört, wird von der Mindelheimer Bauunternehmensgruppe Riebel als Dauerleihgabe im Bahnpark Augsburg ausgestellt.